# Alpiner Australia New Zealand Cup 2023
Die Saison 2023 des alpinen Australia New Zealand Cups sollte vom 27. August bis zum 7. September 2023 veranstaltet werden und wie auch die anderen Kontinentalrennserien des internationalen Ski-Verbandes FIS als Unterbau zum Weltcup dienen. Sie zählt laut FIS-Regularien bereits zur jahresübergreifenden Wettbewerbssaison 2023/24. Die Rennen sollte erstmals seit 2019 an mehreren Orten stattfinden, jedoch wurden die Rennen in Mount Hotham abgesagt, so dass die Rennen wieder ausschließlich in Coronet Peak stattfinden.

## Cupwertungen

### Gesamt
| Rang | Athlet             | Punkte |
| ---- | ------------------ | ------ |
| 1    | Laurie Taylor      | 160    |
| 2    | Sam Maes           | 160    |
| 3    | Jimmy Krupka       | 150    |
| 4    | Joel Lütolf        | 150    |
| 5    | Christian Borgnaes | 145    |

| Rang | Athletin               | Punkte |
| ---- | ---------------------- | ------ |
| 1    | A J Hurt               | 260    |
| 2    | Ava Sunshine           | 230    |
| 3    | Valentina Rings-Wanner | 189    |
| 4    | Alice Robinson         | 160    |
| 5    | Nina Astner            | 158    |

### Riesenslalom
| Rang | Athlet               | Punkte |
| ---- | -------------------- | ------ |
| 1    | Christian Borgnaes   | 140    |
| 1    | Fadri Janutin        | 140    |
| 3    | Louis Muhlen-Schulte | 130    |
| 4    | Adam Žampa           | 105    |
| 5    | Andreas Žampa        | 96     |

| Rang | Athletin               | Punkte |
| ---- | ---------------------- | ------ |
| 1    | A J Hurt               | 160    |
| 2    | Alice Robinson         | 160    |
| 3    | Ava Sunshine           | 150    |
| 4    | Nina O’Brien           | 110    |
| 5    | Valentina Rings-Wanner | 69     |

### Slalom
| Rang | Athlet        | Punkte |
| ---- | ------------- | ------ |
| 1    | Jimmy Krupka  | 100    |
| 2    | Sam Maes      | 80     |
| 3    | Laurie Taylor | 60     |
| 4    | Timon Haugan  | 50     |
| 5    | Reto Mächler  | 45     |

| Rang | Athletin               | Punkte |
| ---- | ---------------------- | ------ |
| 1    | Nina Astner            | 122    |
| 2    | Valentina Rings-Wanner | 120    |
| 3    | A J Hurt               | 100    |
| 4    | Nora Brand             | 100    |
| 5    | Ava Sunshine           | 80     |

## Podestplatzierungen Herren
| Datum             | Ort                | Disziplin    | 1. Platz                               | 2. Platz                               | 3. Platz                               |
| ----------------- | ------------------ | ------------ | -------------------------------------- | -------------------------------------- | -------------------------------------- |
| 27. August 2023   | Coronet Peak (NZL) | Super-G      | Rennen abgesagt, kein Ersatzrennen     | Rennen abgesagt, kein Ersatzrennen     | Rennen abgesagt, kein Ersatzrennen     |
| 27. August 2023   | Coronet Peak (NZL) | Super-G      | Rennen abgesagt, kein Ersatzrennen     |                                        |                                        |
| 28. August 2023   | Coronet Peak (NZL) | Riesenslalom | Christian Borgnaes                     | Louis Muhlen-Schulte                   | Adam Žampa                             |
| 29. August 2023   | Coronet Peak (NZL) | Riesenslalom | Fadri Janutin                          | Timon Haugan                           | Andreas Žampa                          |
| 31. August 2023   | Coronet Peak (NZL) | Slalom       | Jimmy Krupka                           | Sam Maes                               | Laurie Taylor                          |
| 1. September 2023 | Coronet Peak (NZL) | Slalom       | Rennen auf den 2. September verschoben | Rennen auf den 2. September verschoben | Rennen auf den 2. September verschoben |
| 2. September 2023 | Coronet Peak (NZL) | Slalom       | Laurie Taylor                          | Sam Maes                               | Joel Lütolf                            |
| 4. September 2023 | Mount Hotham (AUS) | Riesenslalom | Rennen abgesagt, kein Ersatzrennen     | Rennen abgesagt, kein Ersatzrennen     | Rennen abgesagt, kein Ersatzrennen     |
| 5. September 2023 | Mount Hotham (AUS) | Riesenslalom | Rennen abgesagt, kein Ersatzrennen     | Rennen abgesagt, kein Ersatzrennen     | Rennen abgesagt, kein Ersatzrennen     |
| 6. September 2023 | Mount Hotham (AUS) | Slalom       | Rennen abgesagt, kein Ersatzrennen     | Rennen abgesagt, kein Ersatzrennen     | Rennen abgesagt, kein Ersatzrennen     |
| 7. September 2023 | Mount Hotham (AUS) | Slalom       | Rennen abgesagt, kein Ersatzrennen     | Rennen abgesagt, kein Ersatzrennen     | Rennen abgesagt, kein Ersatzrennen     |

## Podestplatzierungen Damen
| Datum             | Ort                | Disziplin    | 1. Platz                               | 2. Platz                               | 3. Platz                               |
| ----------------- | ------------------ | ------------ | -------------------------------------- | -------------------------------------- | -------------------------------------- |
| 27. August 2023   | Coronet Peak (NZL) | Super-G      | Rennen abgesagt, kein Ersatzrennen     | Rennen abgesagt, kein Ersatzrennen     | Rennen abgesagt, kein Ersatzrennen     |
| 27. August 2023   | Coronet Peak (NZL) | Super-G      | Rennen abgesagt, kein Ersatzrennen     |                                        |                                        |
| 28. August 2023   | Coronet Peak (NZL) | Riesenslalom | A J Hurt                               | Alice Robinson                         | Nina O’Brien                           |
| 29. August 2023   | Coronet Peak (NZL) | Riesenslalom | Ava Sunshine                           | Alice Robinson                         | A J Hurt                               |
| 31. August 2023   | Coronet Peak (NZL) | Slalom       | A J Hurt                               | Ava Sunshine                           | Valentina Pfurtscheller                |
| 1. September 2023 | Coronet Peak (NZL) | Slalom       | Rennen auf den 2. September verschoben | Rennen auf den 2. September verschoben | Rennen auf den 2. September verschoben |
| 2. September 2023 | Coronet Peak (NZL) | Slalom       | Nina Astner                            | Valentina Rings-Wanner                 | Maria Niederndorfer                    |
| 4. September 2023 | Mount Hotham (AUS) | Riesenslalom | Rennen abgesagt, kein Ersatzrennen     | Rennen abgesagt, kein Ersatzrennen     | Rennen abgesagt, kein Ersatzrennen     |
| 5. September 2023 | Mount Hotham (AUS) | Riesenslalom | Rennen abgesagt, kein Ersatzrennen     | Rennen abgesagt, kein Ersatzrennen     | Rennen abgesagt, kein Ersatzrennen     |
| 6. September 2023 | Mount Hotham (AUS) | Slalom       | Rennen abgesagt, kein Ersatzrennen     | Rennen abgesagt, kein Ersatzrennen     | Rennen abgesagt, kein Ersatzrennen     |
| 7. September 2023 | Mount Hotham (AUS) | Slalom       | Rennen abgesagt, kein Ersatzrennen     | Rennen abgesagt, kein Ersatzrennen     | Rennen abgesagt, kein Ersatzrennen     |